# Bandiera segna sub

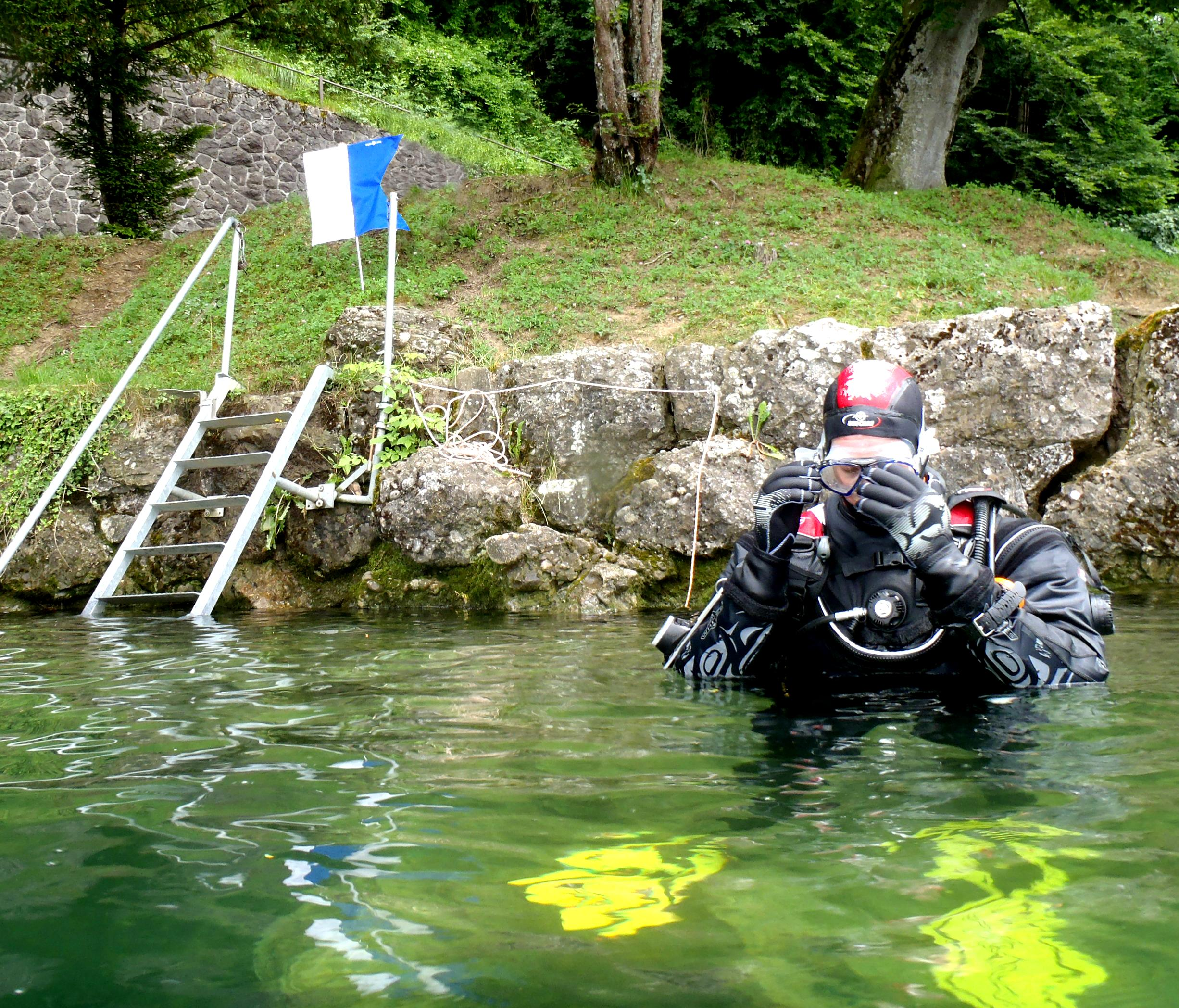
Un subacqueo pronto ad immergersi davanti alla bandiera "Alfa".

Bandiera segnasub rossa con la striscia bianca

Si tratta di una bandiera rossa con una striscia bianca che va dall'angolo in alto a sinistra all'angolo in basso a destra. Spesso la si può vedere issata su un'imbarcazione o su una boa segna sub.
Sul mercato venne introdotta per la prima volta da Ted Nixon nel 1956.

## Scopo
Lo scopo della creazione e dell'utilizzo di questa bandiera è segnalare la presenza di un subacqueo (o di un nuotatore) in modo che le barche in transito nella zona si tengano ad una distanza di sicurezza.

## Legislazione in Italia
L'obbligo di segnalare la propria presenza sotto la superficie dell'acqua non è dettato solo dal buonsenso, ma in Italia, come in molti altri stati in tutto il mondo, è anche prescritto dalla legge. Il DPR n. 1639 del 2 ottobre 1968 "Regolamento per l'esecuzione della Legge 14 luglio 1965, n. 963, concernente la disciplina della pesca marittima", all'articolo 130 prevede che "Il subacqueo in immersione ha l'obbligo di segnalarsi con un galleggiante recante una bandiera rossa con striscia diagonale bianca, visibile ad una distanza non inferiore a 300 metri; se il subacqueo è accompagnato da mezzo nautico di appoggio, la bandiera deve essere messa issata sul mezzo nautico. Il subacqueo deve operare entro un raggio di 50 metri dalla verticale del mezzo nautico di appoggio o del galleggiante portante la bandiera di segnalazione."
Va aggiunto che solo dal 2003, con la circolare 82/033465 del 26 maggio 2003 emessa dal Comando generale delle Capitanerie di porto, all'obbligo imposto ai subacquei si è aggiunto l'obbligo per le imbarcazioni di mantenere una distanza di sicurezza dal galleggiante. Da quell'anno infatti costituisce un illecito penale il transito di un'imbarcazione a una distanza inferiore a 100 metri da una boa segnasub.

## Legislazione all'estero
Anche in altri paesi, come ad esempio Stati Uniti e Canada, la bandiera bianca e rossa è obbligatoria per legge. Vi sono però molti altri paesi che invece riconoscono unicamente la Bandiera di segnalazione ALFA. Per questo motivo quando ci si trova all'estero, per evitare possibili sanzioni, è sempre meglio utilizzare entrambe le bandiere di segnalazione.

Bandiera di segnalazione internazionale "Alfa"

## Bandiera di segnalazione ALFA
Anche se in alcuni paesi, come ad esempio l'Italia, la sola bandiera di segnalazione internazionale ALFA non è sufficiente, anch'essa può essere utilizzata per segnalare la presenza di un sub in immersione, tuttavia il suo uso e il suo significato sono leggermente diversi. Secondo la normativa internazionale essa indica infatti un vascello impegnato in operazioni sottomarine e quindi con ristretta capacità di manovra.
Di conseguenza, mentre la bandiera di segnalazione rossa e bianca ha lo scopo di aumentare la sicurezza del subacqueo, la bandiera di segnalazione ALFA ha lo scopo di prevenire collisioni tra navi.

## Altri usi
Oggi la bandiera segnasub rossa e bianca è diventata sinonimo di subacqueo e per questo spesso è utilizzata anche per indicare negozi di attrezzatura da sub o diving center.